# Туллия (дочь Цицерона)
Ту́ллия (лат. Tullia; родилась 5 августа 79 или 78 года до н. э. — умерла в феврале 45 года до н. э., Рим, Римская республика) — римская матрона, дочь Марка Туллия Цицерона.

## Биография
Туллия родилась 5 августа 79 или 78 года до н. э. в семье талантливого судебного оратора Марка Туллия Цицерона и его первой супруги, Теренции. В 63 году до н. э. Туллия вышла замуж за Гая Кальпурния Пизона Фруги. В 58 году просила друга отца и его коллегу по претуре, Марка Цезония, защитить Цицерона от изгнания из Рима и преследований Публия Клодия, но успеха не достигла. В первой половине 57 года до н э. умер её первый муж.
В 56 году до н. э. Туллия вышла замуж вторично — за Фурия Крассипеда, сына плебейского эдила 84 года до н. э. Публия Фурия Крассипеда, который благодаря протекции тестя в 51 году получил квестуру и направление в Вифинию и Понт, где служил под началом Публия Силия, друга Цицерона.
По инициативе Туллиолы (как часто обращался к ней отец) гонения Клодия на Цицерона были ослаблены в 54 году до н. э. В 52 году до н. э. расторгла брак со вторым мужем. В 50 году против желания отца вышла замуж за Публия Корнелия Долабеллу. 19 мая 49 года до н. э. родила сына от Долабеллы, но тот вскоре умер.
В 48 году до н. э. ей оказывал помощь друг Цицерона Тит Помпоний Аттик. В 46 году по причине супружеских измен Туллия развелась с третьим мужем. В 45 году после очередных родов Туллия умерла. Её смерть причинила отцу огромное горе, и он написал по этому поводу сочинение «Consolatio».